# 特拉夫涅韋 (波格列比謝區)
49°27′53″N 29°29′49″E / 49.46472°N 29.49694°E
特拉夫涅韋（烏克蘭語：Травневе），是烏克蘭的村落，位於該國西南部文尼察州，由文尼察區負責管轄，面積0.07平方公里，海拔高度191米，2001年人口132，人口密度每平方公里1,885.71人。